# Carlos Ribbeck
Carlos Kurt Ribbeck Hornickel (Valdivia, 19 de enero de 1899-Santiago, 20 de abril de 1990) fue un médico y político chileno.

## Biografía
Nació en Valdivia, hijo de Carlos Ribbeck y de Ana Hornickel. Estudió en el Colegio Alemán de su ciudad natal, y en el Internado Nacional Barros Arana. Luego ingresó a Medicina en la Universidad de Chile. Se tituló de médico cirujano en 1924, su tesis trató sobre las Psicosis puerperales.
Casado en primeras nupcias con Militza Fantini Barberó, matrimonio del cual nacieron tres hijos: Meyra, Carlos y Beatriz. En segundo matrimonio, se casó en Santiago, el 4 de junio de 1976, con Flor Rosa Ugarte Valdebenito.

## Carrera profesional
Siendo estudiante trabajó en la Casa de Orates, desde 1920 a 1926. Al titularse comenzó a trabajar en Santiago, en la clínica del doctor Monckeberg. Trasladado a Temuco trabajó como médico jefe en la Maternidad, fue director del Dispensario de la misma ciudad, y médico del Seguro Obrero en las especialidades de Ginecología y Obstetricia. En 1955 fue nombrado director del Hospital San José de Osorno.
Autor de las siguientes obras: Defensa de la Raza, La educación sexual, La mortalidad infantil en la heredo-sífilis, y Atresias genitales. Además, colaboró en los diarios El Diario Austral de Temuco y en el Boletín Médico. Fue miembro de la Sociedad de Ginecología y Obstetricia de Santiago y socio correspondiente en Temuco; socio de la Federación de Médicos del Seguro Obrero; miembro de la Federación de Médicos del Hospital de Temuco y de la Federación de Médicos del Servicio de Seguro Social.

## Carrera política
Militó en el partido Acción Republicana. Fue presidente del Núcleo de Temuco de este movimiento político, durante los tres primeros años del partido, entre 1937 y 1940.
Fue elegido diputado por la 21ª Agrupación Departamental de Imperial, Temuco, Villarrica, y Pitrufquén, en el período de 1937 a 1941. Integró las comisiones de Constitución, Legislación y Justicia como reemplazante; Asistencia Médico Social e Higiene como reemplazante y la de Policía Interior como titular.